# Affaire Odebrecht
L'affaire Odebrecht est une affaire de corruption entre l'entreprise de BTP brésilienne Odebrecht et des personnalités politiques de tout bord, notamment des chefs d'État, principalement d'Amérique latine, ainsi qu'avec Petrobras. Ceci débouche sur l'opération Lava Jato.
Cette entreprise aurait versé, entre 2001 et 2016, près de 788 millions de dollars de pots-de-vin en échange de l'obtention de marchés publics dans dix pays latino-Américains : le Brésil, l'Argentine, la Colombie, la République dominicaine, l'Équateur, le Guatemala, le Mexique, le Panama, le Pérou, le Venezuela, ainsi que deux pays Africains : l'Angola et le Mozambique.
Ces pots-de-vin auraient servi à financer illégalement des campagnes électorales, mais ont aussi pu être versés directement aux dirigeants. L'entreprise obtenait en échange un accès privilégié et sur-facturé aux marchés publics, ainsi qu'une législation favorable à ses activités.

## Contexte
L'entreprise Odebrecht est une entreprise de BTP brésilienne fondée dans les années 1940. Elle employait 168 000 personnes dans 28 pays en 2015, pour un chiffre d'affaires de 40 milliards de dollars. 
En 2008, Marcelo Odebrecht, petit-fils du fondateur de l'entreprise Odebrecht, prend les rênes de l'entreprise familiale. Il construit un véritable « département des pots-de-vin » afin d'obtenir un accès privilégié aux marchés publics de plusieurs pays. Les procureurs helvétiques estiment que pour chaque dollar versé, Odebrecht recevait quatre dollars de bénéfice.

## Procès d'Odebrecht
En 2014, le patron d'une station service de Brasilia est soupçonné de blanchiment d'argent. L'enquête remonte jusqu'à la compagnie pétrolière Brésilienne Petrobras, dans le cadre d'une opération appelée « Lava Jato » (lavage express). Un vaste système de pots-de-vin est découvert, impliquant de nombreuses personnalités politiques ainsi que des entreprises, dont Odebrecht.
En juin 2015, la police brésilienne arrête Marcello Odebrecht dans sa résidence de São Paulo. Il est condamné à 19 ans de prison pour blanchiment d’argent, association criminelle et corruption active. Il avait versé plus de 63 millions de dollars à d'anciens directeurs de Petrobras.
Après huit mois de négociations avec la justice, il accepte de dénoncer les bénéficiaires de pots-de-vin, et sa peine est réduite à dix ans. L'ancien président du Brésil Lula, le président de l'époque Michel Temer ainsi que plus de 240 personnalités politiques sont mises en cause. Soixante-dix-sept cadres d'Odebrecht collaborent avec la justice.
En 2017, des journalistes, en collaboration avec l'ONG Transparency International, ouvrent un site web pour recenser toutes les données liées à l'opération Lava Jato et l'affaire Odebrecht. 

## Ramifications par pays

### Amériques

#### Brésil
En 2015, de nombreuses manifestations ont lieu pour demander la destitution de Dilma Rousseff, alors présidente du Brésil. Les manifestants l'accusent d'être complice du système de corruption brésilien, même s'il semble qu'elle n'y ait tiré aucun revenu personnel. Dans un climat politique tendu, elle finira par démissionner. 
Le scandale touche aussi les anciens présidents Lula da Silva et Michel Temer. En juillet 2017, le juge Sérgio Moro le condamne à neuf ans et six mois de prison pour corruption passive et blanchiment d'argent. En appel, en janvier 2018, la peine est portée à douze ans et un mois d’emprisonnement. Il passera pun an et demi en prison avant d'être libéré. En 2019, le journal d'investigation The Intercept affirme que le juge Sérgio Moro, devenu ministre de la Justice de Jair Bolsonaro, et les enquêteurs chargés de l'enquête anticorruption Lava Jato auraient comploté entre eux pour empêcher Lula de se présenter à l'élection présidentielle de 2018. En 2023, la Cour suprême a annulé toutes les preuves contre Lula da Silva, ajoutant que sa condamnation était « une des pires erreurs judiciaires de l'histoire du pays ». 
L'entreprise Odebrecht aurait été condamnée en 2016 à verser plus de deux milliards de dollars (80 % de 2,6 milliards) d'amende aux autorités brésiliennes. Une autre source indique plutôt 700 millions de dollars. 

#### Colombie
Des soupçons pèsent sur le financement de la campagne de 2014 du président Juan Manuel Santos.
Son principal adversaire au cours de cette même campagne, Óscar Iván Zuluaga, est officiellement accusé en juin 2023 par la justice colombienne d'avoir reçu 1,6 million de dollars de la multinationale.

#### République dominicaine
Odebrecht a avoué avoir distribué pour 92 millions de dollars de pots-de-vin.
Le 22 janvier 2017, des dizaines de milliers de personnes ont manifesté à Saint Domingues pour réclamer la fin de l'impunité des fonctionnaires dominicains et des dirigeants locaux d'Odebrecht.
La campagne électorale de Danilo Medina, président de 2012 à 2020, aurait été en partie financée par Odebrecht. Le principal stratège électoral de la campagne est condamné en mars 2017 à huit ans de prison au Brésil pour corruption, ayant été l’un des intermédiaires chargés de la distribution des pots-de-vin d’Odebrecht.
Cette entreprise à du verser 189 millions de dollars à la République dominicaine.

#### Équateur
Le vice-président Jorge Glas a été condamné a six ans de prison en décembre 2017 pour avoir perçu 13,5 millions de dollars de pots-de-vin d'Odebrecht dans une enquête dirigée par Diana Salazar Méndez.

#### Mexique
Emilio Lozoya, ancien directeur de la compagnie pétrolière d'état Pemex et ami proche du président Enrique Pena Nieto, était la cible d'une enquête lié à Odebrecht en 2017.

#### Panama
Deux fils et trois anciens ministres de l'ancien président Ricardo Martinelli (2009-2014) ont été inculpés.
Ricardo Martinelli et son successeur, Juan Carlos Varela (2014-2019), sont tous deux inculpés en juillet 2020.
L'entreprise a été condamnée à verser 59 millions de dollars au Panama.

#### Pérou
Quatre anciens présidents (Alan Garcia, Alejandro Toledo, Ollanta Humala, Pedro Pablo Kuczynski) ont été liés a l'affaire Odebrecht.
Le 7 février 2017, le parquet péruvien demande l'arrestation de l'ancien président du Pérou Alejandro Toledo qui aurait reçu vingt millions de dollars (dont onze millions pour lui-même) de la société Odebrecht, dans le cadre d'un contrat portant sur la construction de l'autoroute interocéanique reliant le Brésil au Pérou,. L’ex-président péruvien a été condamné à une peine de 20 ans et six mois de prison en octobre 2024. 
En juillet 2017, l'ancien président Péruvien Ollanta Humala est placé en détention provisoire car soupçonné d'avoir reçu trois millions de dollars d'Odebrecht dans le cadre de sa campagne présidentielle.
Le 21 mars 2018, le président Péruvien Pedro Pablo Kuczynski est le premier président d'Amérique latine à démissionner, après que l'entreprise Odebrecht a reconnu avoir payé près de 5 millions de dollars à des entreprises de conseil liées directement à lui, alors qu'il était ministre. Il avait échappé à une motion de censure du Congrès en décembre 2017. Il est placé en détention préliminaire le 10 avril 2019 dans le cadre de cette même affaire.
Le 1er janvier 2019, le procureur général du Pérou aurait destitué deux procureurs enquêtant depuis six mois sur l'affaire Odebrecht.
Le 17 avril 2019, l'ancien président du Pérou Alan Garcia, faisant l'objet d'un mandat d'arrêt dans le cadre de cette affaire, se suicide d'une balle dans la tête.
Keiko Fujimori, candidate aux élections présidentielles de 2011 et de 2016 pour le parti Force populaire, est placée en détention à partir de 2018 pour avoir perçu des pots-de-vin d'Odebrecht.

#### Venezuela
Odebrecht aurait financé pour 29,7 millions d'euros de la campagne de Nicolas Maduro, et 12,7 millions d'euros de son opposant Henrique Capriles.

#### États-Unis
L'entreprise aurait été condamnée à verser plus de 500 millions de dollars (20 % de 2,6 milliards) aux autorités américaines et suisses.

### Europe

#### Suisse
L'entreprise aurait été condamnée à verser plus de 500 millions de dollars (20 % de 2,6 milliards) aux autorités américaines et suisses.

#### France
L'entreprise Odebrecht aurait été impliquée, avec l'ex Direction des constructions navales française, dans un contrat de transfert de technologie nucléaire pour la construction de sous-marins, signés par les présidents Nicolas Sarkozy et Lula da Silva en 2008.

### Afrique

#### Angola
Emilio Odebrecht a déclaré qu'il traitait directement avec le président angolais José Eduardo dos Santos depuis 1984. Il n'est toutefois pas fait mention de corruption.